# Kiki Heshof
Kiki Heshof (Steenbergen, 2 januari 2005) is een voetbalspeelster uit Nederland. Ze speelt als verdediger voor NAC Breda.

## Clubcarrière
Heshof werd geboren in Steenbergen en begon met voetballen bij VV Steenbergen. Al op jonge leeftijd ging ze deel uitmaken van de jeugdopleiding van Jong Feyenoord. Heshof voegde zich op 1 mei 2024 bij de selectie van het nieuw opgerichte NAC Breda. Op 7 september 2024 maakte Heshof als rechtsback haar debuut voor NAC Breda in de Vrouwen Eerste divisie in een thuiswedstrijd tegen haar oude club Jong Feyenoord in het Rat Verlegh Stadion.

## Statistieken
| Seizoen | Club      | Land      | Competitie             | Wedstrijden | Doelpunten |
| ------- | --------- | --------- | ---------------------- | ----------- | ---------- |
| 2024/25 | NAC Breda | Nederland | Vrouwen Eerste divisie | 19          | 0          |
| Totaal  | Totaal    | Totaal    | Totaal                 | 19          | 0          |

Laatste update: 24 maart 2025
1 De Haan ·
2 Heshof ·
3 Van den Burg ·
4 Verhoef ·
5 F. Mol ·
6 Heijblom ·
7 Promes ·
8 Aurélio ·
9 Franken ·
10 Laamouz ·
11 Schneijderberg ·
12 Nguyen ·
14 Hendriks ·
15 Fertoute ·
16 Oussoren ·
17 De Blij ·
18 Meerding ·
19 Tabi ·
19 Warps ·
20 Versluijs ·
21 Cober ·
22 L. Mol ·
23 Van der Meulen ·
24 Goutier ·
25 Yetim ·
26 Zieleman ·
Coach: Mank